# Mellona Rocks
Die Mellona Rocks  (in Chile Islotes Heywood) sind eine Gruppe von Klippenfelsen im Archipel der Südlichen Shetlandinseln. In der Nelson Strait liegen sie 3 km südöstlich des Newell Point von Robert Island.
Das UK Antarctic Place-Names Committee benannte sie 1961 nach dem britischen Robbenfänger Mellona aus Newcastle upon Tyne, der zwischen 1821 und 1822 in den Gewässern um die südlichen Shetlandinseln operierte. Der Hintergrund der chilenischen Benennung ist nicht überliefert.